# (38053) 1998 XO62
(38053) 1998 XO62 est un objet de la ceinture principale d'astéroïdes intérieure découvert en 1998.

## Description
(38053) 1998 XO62 a été découvert le 11 décembre 1998 à l'observatoire Magdalena Ridge, situé dans le comté de Socorro, au Nouveau-Mexique (États-Unis), par le projet Lincoln Near-Earth Asteroid Research (LINEAR).

### Caractéristiques orbitales
L'orbite de cet astéroïde est caractérisée par un demi-grand axe de 1,90 ua, un périhélie de 1,80 ua, une excentricité de 0,05 et une inclinaison de 20,27° par rapport à l'écliptique. Du fait de ces caractéristiques, à savoir un demi-grand axe inférieur à 2 ua et un périhélie supérieur à 1,666 ua, il est classé, selon la JPL Small-Body Database, objet de la ceinture principale d'astéroïdes intérieure.

### Caractéristiques physiques
(38053) 1998 XO62 a une magnitude absolue (H) de 16,2 et un albédo estimé à 0,056.